# Вјечни мир (532)
Вјечни мир је назив за мир који је потписан у септембру 532. године између Византијског царства и Сасанидског царства и којим је окончан Иберијски рат.

## Мир
Када је умро Кавад I, 531. године, наслиједио га је Хозроје I Ануширван. Јустинијан I је желио да обнови римску власт на западу, па је хтио да склопи мир. Хозроје I Ануширван је пристао. Услови за мир су гласили да:
- Персијанци задрже Иберију,
- Персијанци врате све освојене територије Византији које су освојили послије Јустинијановог доласка на престо и
- Византинци исплате Сасанидском царству 11.000 фунти злата.